# バンプファイア
バンプファイア（英語: bump fire）とは、半自動火器を反動を利用し擬似的に全自動火器のように高速連射する手法。

バンプファイアストックの動き。

## 概要
バンプファイアの手順は以下のようなものである。引き金に指をかけた上で、他の手で銃を前方に押すように動かすと、相対的に引き金が引かれて弾が発射され、銃は反動で後退（"bump" back）する。その際に引き金は開放されるが、引き金と反対の手で前方に押すと、再び引き金が引かれ弾が発射される。あくまで擬似的なフルオートに過ぎないが、外見的にはフルオートと遜色ない速度での連射も可能である。
これらは半自動拳銃でも可能だが、ストックの付いた銃の方が行いやすい。いずれにせよ、ただでさえ高速連射するのに加え、通常はストックをしっかり肩に当てて固定するが、これは銃自身を前後させるため命中精度の大きな低下につながる。
バンプファイアはボルトを利用するあらゆる自動火器において実現は可能だが、あまりに速く連射すると作動不良や暴発の危険もあり、最悪使用者が重傷を負う可能性もある。

## バンプファイアストック

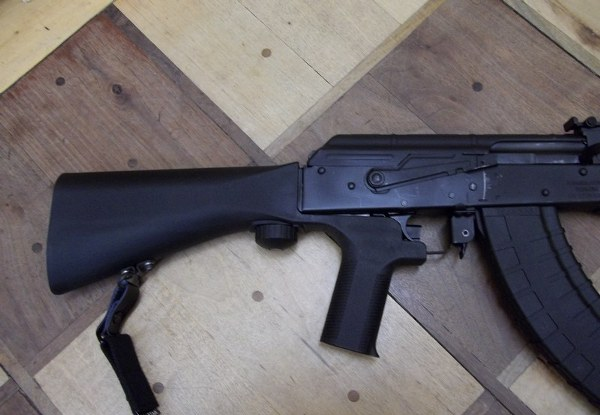
スライドファイア社のバンプファイアストックを装着したWASR-10ライフル

バンプファイアストック（bump fire stock）は、ストックが前後に動くような構造になっており、バンプファイアを容易に行えるようにする交換パーツである。バンプストック（bump stock）などとも呼ばれる。
銃社会と言われるアメリカでも、1986年の規制によりフルオート可能な銃は軍や警察以外の民間人には新品では販売されてはいない。規制以前に登録されたフルオート可能な銃は厳しい審査を経て所定の連邦税を納めれば譲渡という形で所持可能であるものの、銃本体が安くても1万ドルからというコレクター市場と化しているため一般的とは言えない状態であった。
このため数十ドルという安価な値段かつ比較的簡単なパーツ交換で疑似的ながらフルオート射撃が楽しめ、法的には「(造りが悪くガタつく)ただのストック」とみなされ、法規制の対象とならず合法的に購入できたため一定の市場が存在していた。
2017年ラスベガス・ストリップ銃乱射事件では、現場に12個のバンプファイアストックが発見された。全米ライフル協会（NRA）は同10月5日、「半自動小銃を自動小銃のように機能させられる装置は追加規制の対象にすべきだ」とし、銃規制を担当するアルコール・タバコ・火器及び爆発物取締局（ATF）に検討を求めた。
2018年12月、アメリカ合衆国司法省は銃連射部品を連邦法により製造・販売・所持が禁止されているマシンガンに分類する規則改正を発表した。
2024年6月14日、アメリカ合衆国最高裁判所は、「バンプストックを付けた銃はマシンガンには当たらない」として2018年の禁止規制を無効とし、合法であるとする判断が下された。この判決に対し、銃規制強化を訴えるバイデン大統領は、声明で「判決は重要な規制を破壊する」と批判した。